# Alonso de Molina (conquistador)
Alonso de Molina, (Úbeda, España, ?-¿Isla Puná?, actual Ecuador, 1531) militar español. Participó en el segundo viaje de Francisco Pizarro en pos del imperio incaico, siendo uno de los Trece de la Fama, es decir, uno de los trece soldados españoles que no quisieron abandonar a su jefe en la isla del Gallo.

## Su historia entre los Trece
Todos ellos pasaron a la isla Gorgona, donde fueron recogidos por el piloto Bartolomé Ruiz, continuando la exploración de las costas más al sur. Por orden de Pizarro desembarcó en Tumbes acompañado de un esclavo negro, lo que causó gran impresión entre los naturales. Fue el primer europeo en visitar una ciudad incaica (Tumbes), comprobando que pertenecía a una cultura avanzada. En algún punto de la costa de Piura desembarcó para recoger leña, pero se vio obligado a permanecer en tierra varios días, circunstancia que lo llevó ante la presencia de la cacica o capullana de la región. Gracias a su intermediación, logró que ésta se entrevistara con Pizarro. Nuevamente a la mar, y ya en viaje de retorno, obtuvo licencia de Pizarro para quedarse entre los indios de Tumbes, confiando en las muestras de hospitalidad que daban estos.
Sobre las circunstancias de su fin existen diversas versiones; lo único cierto es que pereció a manos de los indios, pocos meses después.

## Biografía
No sabemos la fecha y las circunstancias en que el ubetense o ebdetense pasó a América. Colegimos que en 1526 se embarcó en el segundo viaje de Francisco Pizarro, que desde Panamá partió para explorar el entonces llamado Mar del Sur, en busca del fabuloso imperio de los incas.
Estuvo en la Isla del Gallo cuando el caballero Juan Tafur, por orden del gobernador de Panamá, vino para recoger a los expedicionarios, atendiendo una carta de uno de ellos que se quejaba de las penalidades que había demandado la empresa descubridora. Solo trece soldados se negaron a abandonar a Pizarro, siendo desde entonces conocidos como los "Trece de la Fama", entre los que se contaba Molina (1527). Todo el grupo de los desilusionados, en busca de un ambiente más favorable, se trasladó a la vecina isla Gorgona, donde fueron recogidos por la nave pilotada por Bartolomé Ruiz. 
Pizarro decidió continuar su exploración costera con los Trece hacia el sur, llegando hasta las playas de Tumbes, en el norte del actual Perú. Es a partir de entonces cuando la figura de Molina, hasta entonces incolora, adquiere protagonismo. Los españoles, que se disponían a pasar la noche en su nave fondeada en la bahía de Tumbes, recibieron la visita de un noble u orejón incaico, quien rogó a Pizarro que desembarcara a algunos de los suyos para llevarlos ante la presencia de Chilimasa, gran curaca o cacique de los tallanes tumbesinos. 
Pizarro accedió y ordenó a Alonso de Molina que desembarcara junto con un esclavo negro, y que llevara regalos para el curaca, que consistían en un cerdo, una puerca, un gallo y varias gallinas. Los lugareños, reunidos en la playa, quedaron admirados con la presencia del soldado español y sus curiosos presentes, pero más asombro les causó el esclavo, por ser la primera vez que veían a un hombre de raza negra. Dícese, que a primera vista, creyeron que estaba pintado o tiznado de negro y le alcanzaron agua para que se lavara, a lo que el africano respondió con una ruidosa risa, que enmudeció a todos los presentes. Luego de ello, Molina visitó el poblado y fue agasajado por los tumbesinos con todo tipo de atenciones y regalos. Se dice que incluso, algunas indias le pidieron que se quedase, asegurándole que le otorgarían como esposa a la más bella de todas.
Cuando regresó al barco, Molina, todavía muy impresionado con lo que había visto, informó a Pizarro del adelanto que mostraban los tumbesinos, ponderando sus casas, construidas de piedra y acomodadas en calles anchas y otros edificios notablemente construidos. Todo indicaba que los indios vivían en la abundancia; eran pues, mucho más adelantados que las tribus que hasta entonces habían conocido a lo largo de la costa desde Panamá. No obstante, Pizarro siguió incrédulo de lo que oía y ordenó al experimentado arcabucero Pedro de Candía que bajara a tierra vestido con sus implementos de guerra, a fin de que ofreciera a los indios una demostración del poder de sus armas.
Candía confirmó los informes de Molina. Pizarro, satisfecho al corroborar que toda aquella región era parte de un opulento imperio, ordenó proseguir el viaje más al sur, explorando las costas del actual norte peruano. La necesidad de leña obligó a Pizarro a echar ancla en un punto de la costa donde envió a Alonso de Molina con unos hombres para recogerla. Pero se desató un fuerte temporal y después de tres días de esperar en vano el retorno de Molina, Pizarro levó anclas y continuó más al sur. Confiaba Pizarro que los indios, que desde Tumbes se mostraban amistosos y hospitalarios, tratasen de igual forma  a Molina. En efecto, Molina fue llevado por los naturales ante la cacica del lugar (llamada por los españoles “capullana”, por la forma de su vestimenta), que lo trató muy bien y le permitió que retornara donde Pizarro, cuando este volvió fondeando en una playa, que bautizó con el nombre de Puerto Santa Cruz (posiblemente Sechura). Molina dio cuenta  a su jefe de todas las noticias que había recogido durante su estancia entre los indios: que existía una ciudad llamada Cuzco, que era cabeza y capital de todo ese imperio, y que el emperador inca o inga se llamaba Huayna Cápac, entre otros detalles más de toda esa región.
La cacica o capullana invitó a Pizarro a que desembarcara y asistiera a un banquete que le ofrecía. Pizarro se disculpó de no poder asistir y envió como sus representantes a Molina, Nicolás de Ribera el Viejo, Francisco de Cuéllar y Pedro Halcón, todos ellos del selecto grupo de los Trece de la Fama. Sin embargo, la capullana insistió en la presencia de Pizarro, y ante la respuesta de que se hallaba cansado, decidió ir personalmente para invitarlo a bajar a tierra. Pizarro aceptó y quedó concertado para el día siguiente la celebración del banquete. Este resultó magnífico, y aprovechó Pizarro la ocasión para tomar posesión del lugar a nombre de la Corona de Castilla. 
Terminados los agasajos, Pizarro y los suyos retornaron a la nave, pero se dice que Halcón se enamoró locamente de la capullana y quiso quedarse en esa tierra, por lo que tuvo que ser llevado a la fuerza por sus compañeros.
Los españoles zarparon hacia el norte y recalaron nuevamente en Tumbes. Allí, Molina, pidió licencia a Pizarro para quedarse temporalmente entre los indios, confiado en las muestras de hospitalidad que daban estos. Pizarro le dio su permiso; ya anteriormente, otros españoles habían optado también por quedarse entre los indios: Bocanegra, que desertó en algún punto de la costa del actual departamento de La Libertad; y Ginés, que se quedó en Paita (Piura). Los tres españoles, Molina, Bocanegra y Ginés, se reunieron probablemente en Tumbes, y a partir de entonces no se sabe exactamente el destino que tuvo cada uno de ellos.
Se han hecho algunas conjeturas sobre el final de Molina y sus compañeros. Una versión afirma que los indios condujeron a los tres españoles hasta Quito, para presentarlos ante el inca Huayna Cápac; pero, enterados de que este monarca había fallecido, procedieron a asesinarlos. 
Otra versión sostiene que Molina y sus compañeros mostraron un comportamiento excesivamente lujurioso hacia las mujeres, por lo que fueron muertos por los indios. Y finalmente, una versión dice que Molina, huyendo de los tumbesinos, dio a parar en la isla Puná, donde fue apresado, situación que aprovechó para adoctrinar a los niños. Ganada la confianza de los punaeños, estos lo invistieron como su caudillo en la guerra que libraban contra los chonos y tallanes. Molina peleó en varios combates, hasta que, en cierta ocasión, hallándose de pesca a bordo de una balsa, fue sorprendido y asesinado por los chonos. El cronista Diego de Trujillo sostiene que esta última es la versión más creíble y asegura que cuando Pizarro llegó a la isla Puná en el curso de su tercer viaje, halló en un lugar llamado Estero una cruz alta y un crucifijo pintado en una puerta y una campanilla colgada y que luego salieron de la casa más de treinta chiquillos de ambos sexos, diciendo en coro «Loado sea Jesucristo, Molina, Molina». Los lugareños relataron entonces el triste fin del soldado Molina, cuyo nombre era mencionado como uno de los beneficiados de la Capitulación de Toledo.